# Matías Palacios
Matías Damián Palacios (General Pico, 10 maggio 2002) è un calciatore argentino, centrocampista dell'Al-Ain.

## Biografia
Anche suo fratello Julián è un calciatore professionista.

## Caratteristiche tecniche
È un centrocampista offensivo molto dotato tecnicamente che può agire anche da mezzala o regista.

## Carriera

### Club
Cresciuto nel settore giovanile del San Lorenzo, debutta in prima squadra il 21 settembre 2018 in occasione dell'incontro di Primera División vinto 3-2 contro il Patronato. Il 15 febbraio 2021 si trasferisce a titolo definitivo al Basilea con cui firma un quadriennale.

### Nazionale
Ha giocato nella nazionale argentina Under-17.

## Statistiche
Statistiche aggiornate al 5 dicembre 2024.

### Presenze e reti nei club
| Stagione           | Squadra            | Campionato         | Campionato | Campionato | Coppe nazionali | Coppe nazionali | Coppe nazionali | Coppe continentali | Coppe continentali | Coppe continentali | Altre coppe | Altre coppe | Altre coppe | Totale | Totale | Totale |
| Stagione           | Squadra            | Comp               | Pres       | Reti       | Comp            | Pres            | Reti            | Comp               | Pres               | Reti               | Comp        | Pres        | Reti        | Pres   | Reti   |        |
| ------------------ | ------------------ | ------------------ | ---------- | ---------- | --------------- | --------------- | --------------- | ------------------ | ------------------ | ------------------ | ----------- | ----------- | ----------- | ------ | ------ | ------ |
| 2018-2019          | San Lorenzo        | PD                 | 1          | 0          | CA+CdL          | 1+0             | 0               | CL                 | 0                  | 0                  | -           | -           | -           | 2      | 0      |        |
| 2019-2020          | San Lorenzo        | PD                 | 0          | 0          | CA+CdL+CDM      | 0+0+4           | 0               | -                  | -                  | -                  | -           | -           | -           | 4      | 0      |        |
| Totale San Lorenzo | Totale San Lorenzo | Totale San Lorenzo | 1          | 0          |                 | 5               | 0               |                    | 0                  | 0                  |             | -           | -           | 6      | 0      |        |
| 2020-2021          | Basilea            | ASL                | 9          | 0          | CS              | 0               | 0               | -                  | -                  | -                  | -           | -           | -           | 9      | 0      |        |
| 2021-2022          | Basilea            | ASL                | 22         | 1          | CS              | 3               | 2               | UECL               | 12                 | 0                  | -           | -           | -           | 37     | 3      |        |
| Totale Basilea     | Totale Basilea     | Totale Basilea     | 31         | 1          |                 | 3               | 2               |                    | 12                 | 0                  |             | -           | -           | 46     | 3      |        |
| 2020-2021          | Basilea II         | 1Lp                | 1          | 1          | -               | -               | -               | -                  | -                  | -                  | -           | -           | -           | 1      | 1      |        |
| 2021-2022          | Basilea II         | 1Lp                | 4          | 2          | -               | -               | -               | -                  | -                  | -                  | -           | -           | -           | 4      | 2      |        |
| Totale Basilea II  | Totale Basilea II  | Totale Basilea II  | 5          | 3          |                 | -               | -               |                    | -                  | -                  |             | -           | -           | 5      | 3      |        |
| 2022-2023          | Al-Ain             | PL                 | 21         | 0          | CUAE+CdL        | 5+5             | 1+1             | -                  | -                  | -                  | SUAE        | 1           | 0           | 32     | 2      |        |
| 2023-2024          | Al-Ain             | PL                 | 16         | 3          | CUAE+CdL        | 1+5             | 1+1             | ACL                | 9                  | 0                  | -           | -           | -           | 31     | 5      |        |
| 2024-2025          | Al-Ain             | PL                 | 8          | 1          | CUAE+CdL        | 1+2             | 0+0             | ACL                | 6                  | 1                  | CI+CmC      | 2+0         | 1+0         | 19     | 3      |        |
| Totale Al Ain      | Totale Al Ain      | Totale Al Ain      | 45         | 4          |                 | 19              | 4               |                    | 15                 | 1                  |             | 3           | 1           | 82     | 10     |        |
| Totale carriera    | Totale carriera    | Totale carriera    | 82         | 8          |                 | 27              | 6               |                    | 27                 | 1                  |             | 3           | 1           | 139    | 16     |        |

## Palmarès
- AFC Champions League: 1

Al-Ain: 2023-2024